# Gia Cát Tịnh
Gia Cát Tịnh (chữ Hán: 诸葛靓, ? - ?), tên tự là Trọng Tư, người huyện Dương Đô, quận Lang Gia , là nhân vật cuối đời Tam Quốc, đầu đời Tây Tấn. Ông được gửi sang làm con tin ở Đông Ngô, trở thành tướng quân, phục vụ ở đấy cho đến khi nước Ngô bị nhà Tây Tấn thôn tính; sau đó quay về quê nhà, trọn đời không làm quan nhà Tấn.

## Cuộc đời
Gia Cát Tịnh là con trai út của Chinh đông tướng quân Gia Cát Đản nhà Tào Ngụy ; có chị gái (không rõ tên) là Lang Gia vương phi (tức là vợ cả của Lang Gia vương Tư Mã Trụ, con trai Tư Mã Ý) , về sau là bà nội của Tấn Nguyên đế Tư Mã Duệ.
Năm 257, Gia Cát Đản chiếm cứ Thọ Xuân chống lại quyền thần Tư Mã Chiêu, sai trưởng sử Ngô Cương đem Gia Cát Tịnh sang Đông Ngô làm con tin, để cầu viện binh. Gia Cát Đản cố thủ được một năm thì thành vỡ, bị tru di tam tộc; Gia Cát Tịnh ở lại Đông Ngô.
Gia Cát Tịnh được nhà Ngô cho làm quan. Vào buổi triều hội, Ngô Mạt đế Tôn Hạo hỏi ông:
"Tên tự của khanh là Trọng Tư, khanh lo nghĩ gì thế?"
Ông đáp: 
"Ở nhà thì lo nghĩ để hiếu kính với cha mẹ, làm việc thì lo nghĩ để trung thành với nhà vua, kết giao thì lo nghĩ để thành tín với bạn bè. Thần chỉ lo nghĩ như thế mà thôi."
Năm 265, Ngô Mạt đế Tôn Hạo dời đô đến Vũ Xương, Tịnh đang ở chức Hữu tướng quân, cùng Ngự sử đại phu Đinh Cố trấn thủ Kiến Nghiệp . Năm 266, người Vĩnh An là Thi Đãn khởi nghĩa, tôn em trai của Ngô Mạt đế là Vĩnh An hầu Tôn Khiêm làm chúa, đưa hơn vạn người tiến đến Kiến Nghiệp. Tịnh cùng Đinh Cố chặn nghĩa quân ở Ngưu Đồn, đánh cho họ đại bại; Thi Đãn bỏ trốn, Tôn Khiêm bị bắt, bèn tự sát . Tịnh ở Đông Ngô làm đến Đại tư mã .
Năm 280, tướng Tấn là Vương Hồn tiến quân áp sát Ngưu Chử, Tịnh theo thừa tướng Trương Đễ đem 3 vạn quân vượt sông nghênh chiến. Quân Ngô vây đánh 7000 quân Tấn của Trương Kiều ở Dương Hà Kiều, Trương Kiều xin hàng, Tịnh đòi giết sạch họ, Đễ không nghe mà đồng ý nhận hàng. Đôi bên đại chiến ở Bản Kiều, quân Tấn rất mạnh mẽ, lại thêm Trương Kiều tập kích phía sau, khiến cho quân Ngô đại bại. Trương Đễ tử trận, còn Tịnh đưa 5, 600 người lui chạy.
Sau khi Ngô Mạt đế đầu hàng, Tịnh cùng quần thần theo Mạt đế đến Lạc Dương. Tấn Vũ đế niệm tình Tịnh cùng mình là bạn cũ, triệu làm Đại tư mã, ông vì thù giết cha nên không nhận. Tịnh lánh ở nhà chị, Vũ đế đến tận nơi, ông bèn trốn vào nhà xí. Vũ đế ép ra gặp, Tịnh đành chịu; Vũ đế nhắc lại tình bạn cũ, ông rơi nước mắt nói: 
"Thần không thể nuốt than, sơn mình , hôm nay lại thấy thánh nhan."
Tấn Vũ đế xấu hổ bỏ về. Sau đó lại được bái làm Thị trung, cố từ không nhận, bỏ về quê nhà. Tịnh luôn ngồi quay lưng lại với triều đình ở Lạc Dương, trọn đời không làm quan nhà Tấn, được người đời khen là hiếu.

## TrongTam quốc diễn nghĩa
Tịnh là nhân vật nhỏ trong tác phẩm, xuất hiện ở hồi 120.

## Hậu nhân
- Con trưởng là Gia Cát Di, làm đến Thái thường.
- Con thứ là Gia Cát Khôi, Tấn thư có truyện.

## Khảo chứng
1. ^  Trần Thọ trước, Bùi Tùng Chi chú – Tam quốc chí quyển 28, Ngụy thư 28 – Gia Cát Đản truyện dẫn Can Bảo – Tấn kỷ: Con Đản là Tịnh, tự Trọng Tư, Ngô bình về Tấn.
2. ^  Trần Thọ trước, Bùi Tùng Chi chú – Tam quốc chí quyển 28, Ngụy thư 28 – Gia Cát Đản truyện: Gia Cát Đản tự Công Hưu, người Dương Đô, Lang Gia, hậu duệ của Gia Cát Phong...
3. ^  Phó Sướng – Tấn chư công tán: Ngô vong, Tịnh vào Lạc, cho rằng cha là Đản bị Thái Tổ giết, thề không gặp Thế Tổ. Thúc mẫu của Thế Tổ là Lang Gia vương phi, chị của Tịnh đấy. Đế dò biết tịnh ở nhà chị, đi đến tìm gặp, Tịnh trốn vào nhà xí, vì thế nổi tiếng chí hiếu.
4. ^  Trần Thọ trước, Bùi Tùng Chi chú – Tam quốc chí quyển 28, Ngụy thư 28 – Gia Cát Đản truyện: (Đản) khiển trưởng sử Ngô Cương đem tiểu tử Tịnh đến Ngô thỉnh cứu... Quyển 48, Ngô thư 3 – Tôn Lượng truyện: Tháng 5, Ngụy Chinh đông đại tướng quân Gia Cát Đản lấy quân Hoài Nam giữ thành Thọ Xuân, khiển tướng quân Chu Thành xưng thần dâng sớ, còn khiển con là Tịnh, trưởng sử Ngô Cương, chư nha môn tử đệ làm chất.
5. ^  Trần Thọ trước, Bùi Tùng Chi chú – Tam quốc chí quyển 48, Ngô thư 3 – Tôn Hạo truyện: tháng 9, nghe theo biểu của Tây Lăng đốc Bộ Xiển, dời đô Vũ Xương, Ngự sử đại phu Đinh Cố, Hữu tướng quân Gia Cát Tịnh trấn Kiến Nghiệp.
6. ^  Trần Thọ trước, Bùi Tùng Chi chú – Tam quốc chí quyển 48, Ngô thư 3 – Tôn Hạo truyện: Mùa đông tháng 10, bọn Vĩnh An sơn tặc Thi Đãn tụ chúng vài ngàn người, (Ngô lục chép: Vĩnh An nay là huyện Vũ Khang), ép thứ đệ của Hạo là Vĩnh An hầu Khiêm ra Ô Trình, lấy lăng của Tôn Hòa bày cổ xuy, khúc cái. Họ đến Kiến Nghiệp, nhiều hơn vạn người. Đinh Cố, Gia Cát Tịnh đón chúng ở Ngưu Đồn, đại chiến. Bọn Đãn bại tẩu. Bắt được Khiêm, Khiêm tự sát.
7. ^  Tấn thư quyển 77, liệt truyện 47 – Gia Cát Khôi truyện: Cha là Tịnh, chạy sang Ngô, làm Đại tư mã. Ngô bình, trốn tránh không ra. Vũ đế cùng Tịnh có tình cố cựu, chị Tịnh lại là Lang Gia vương phi, đế biết Tịnh ở nhà chị, nhân đó đến gặp. Tịnh trốn ở nhà xí, đế vẫn ép ra gặp, nói rằng: "Không ngờ hôm nay còn được gặp lại!" Tịnh chảy nước mắt nói: "Không thể sơn đen mặt, da mình, nên lại thấy thánh nhan." Hạ chiếu lấy làm Thị trung, cố từ không bái, trở về hương lý, chung thân không hướng về triều đình mà ngồi.
8. ^  Trần Thọ trước, Bùi Tùng Chi chú – Tam quốc chí quyển 48, Ngô thư 3 – Tôn Hạo truyện dẫn Can Bảo – Tấn kỷ: Ngô thừa tướng quân sư Trương Đễ, Hộ quân Tôn Chấn, Đan Dương thái thú Thẩm Oánh soái 3 vạn người vượt sông, vây Thành Dương đô úy Trương Kiều ở Dương Hà Kiều, chỉ có 7000 người, bế sách tự thủ, cử bạch tiếp [3] cáo hàng. Ngô phó quân sư Gia Cát Tịnh muốn đồ họ, Đễ nói: "Cường địch ở trước mặt, không nên lo đến việc nhỏ, vả lại giết người đầu hàng thì không may mắn." Tịnh nói: "Bọn này vì cứu binh chưa đến nên yếu ớt, cố ý trá hàng để trì hoãn ta, không phải chịu phục. Nhân chúng không có chiến tâm mà chôn sống cả đi, có thể gây thành khí thế của ba quân. Nếu bỏ qua cho chúng mà đi tiếp, ắt làm hậu hoạn." Đễ không theo, phủ dụ rồi tiến quân. Cùng Thảo Ngô hộ quân Trương Hàn, Dương Châu thứ sử Chu Tuấn bày trận đối địch. Thẩm Oánh lĩnh lính tinh nhuệ Đan Dương cầm đao, thuẫn, hiệu là Thanh Cân Binh, trước sau nhiều lần phá được thế trận vững chắc, vì thế giằng co với quân Hoài Nam, 3 lần xung phong mà vẫn bất động. Lui lại dẫn đến rối loạn, Tiết Thắng, Tưởng Ban nhân họ rối loạn mà xông lên, quân Ngô lần lượt vỡ như đất lở, tướng soái không thể ngăn được, Trương Kiều lại ra phía sau họ, đại bại quân Ngô ở Bản Kiều, bắt bọn Đễ, Chấn, Oánh. Tập Tạc Xỉ – Tương Dương kỳ cựu ký: Bèn vượt sông chiến đấu, quân Ngô đại bại. Gia Cát Tịnh cùng 5, 600 người lui chạy, sai họ đi đón Đễ, Đễ không chịu đi, Tịnh tự đến lôi kéo ông, nói rằng: "Cự Tiên, thiên hạ tồn vong có số cả, há một mình anh biết mà thôi, sao cứ phải chọn lấy cái chết làm gì?" Đễ rơi nước mắt nói: "Trọng Tư, hôm nay là ngày chết của ta đấy. Vả ta lúc còn là trẻ con, từng được thừa tướng nhà anh nâng đỡ, thường sợ bất đắc kỳ tử, phụ tình tri ngộ của bậc danh hiền. Nay đem thân tuẫn xã tắc, sao lại trốn tránh? Đừng giằng co như vậy nữa!" Tịnh gạt nước mắt rời đi, được hơn trăm bước, đã thấy (Đễ bị) quân Tấn giết chết.
9. ^  Lưu Nghĩa Khánh – Thế thuyết tân ngữ, thiên Phương chánh: Gia Cát Tịnh sau khi vào Tấn, được trừ làm Đại tư mã, triệu không khởi. Lấy cớ có thù cùng Tấn thất, thường ngồi quay lưng với Lạc thủy. (Tịnh) cùng Vũ đế có tình cố cựu, đế muốn gặp mà không có lý do, bèn thỉnh Gia Cát phi gọi Tịnh. (Tịnh) đã đến rồi, (cùng) đế tương kiến ở trong nhà Thái phi. Hành lễ xong, cạn chén rượu, đế nói: "Khanh chẳng nhớ tình trúc mã ngày xưa à?" Tịnh nói: "Thần không thể nuốt than, sơn mình, hôm nay lại thấy thánh nhan." Nhân đó nước mắt tuôn trào. Đế vì thế xấu hổ bỏ ra ngoài.
10. ^  Lưu Nghĩa Khánh – Thế thuyết tân ngữ, thiên Ngôn ngữ: Gia Cát Tịnh tại Ngô, ở triều đường đại hội. Tôn Hạo hỏi: "Khanh tự Trọng Tư, là tư gì thế?" Đáp rằng: "Tại gia tư hiếu, sự quân tư trung, bằng hữu tư tín. Như thế mà thôi!"